# Tyssedal
Tyssedal är en tätort i Ullensvangs kommun i Vestland fylke i västra Norge. Tätorten hade 681 invånare den 1 januari 2009, och ligger sex kilometer norr om kommunens centralort Odda, vid riksväg 13 mot Kinsarvik. Orten ligger mellan fjord och fjäll, på östsidan av Sørfjorden i Hardanger, och vid foten av Hardangervidda.
Tyssedal är ett typiskt brukssamhälle. Orten sattes 2009 upp på Norges lista över förslag till världsarv (tentativa listan), tillsammans med industriorterna Odda, Rjukan och Notodden.

## Industri
Industrin kom till Tyssedal och Odda i början av 1900-talet för tillgången till billig elenergi. På industriområdet vid fjorden låg tidigare ett aluminiumsmältverk, DNN Aluminium. Det franskägda Ilmenitlsmältverket Eramet Titanium & Iron AS, tidigare Tinfos Titan & Iron, ligger på industriområdet idag.
Filmen Hvem eier Tyssedal? från 1975 handlar om arbetarnas kamp mot nedläggningen av den för orten totalt dominerande industrin.

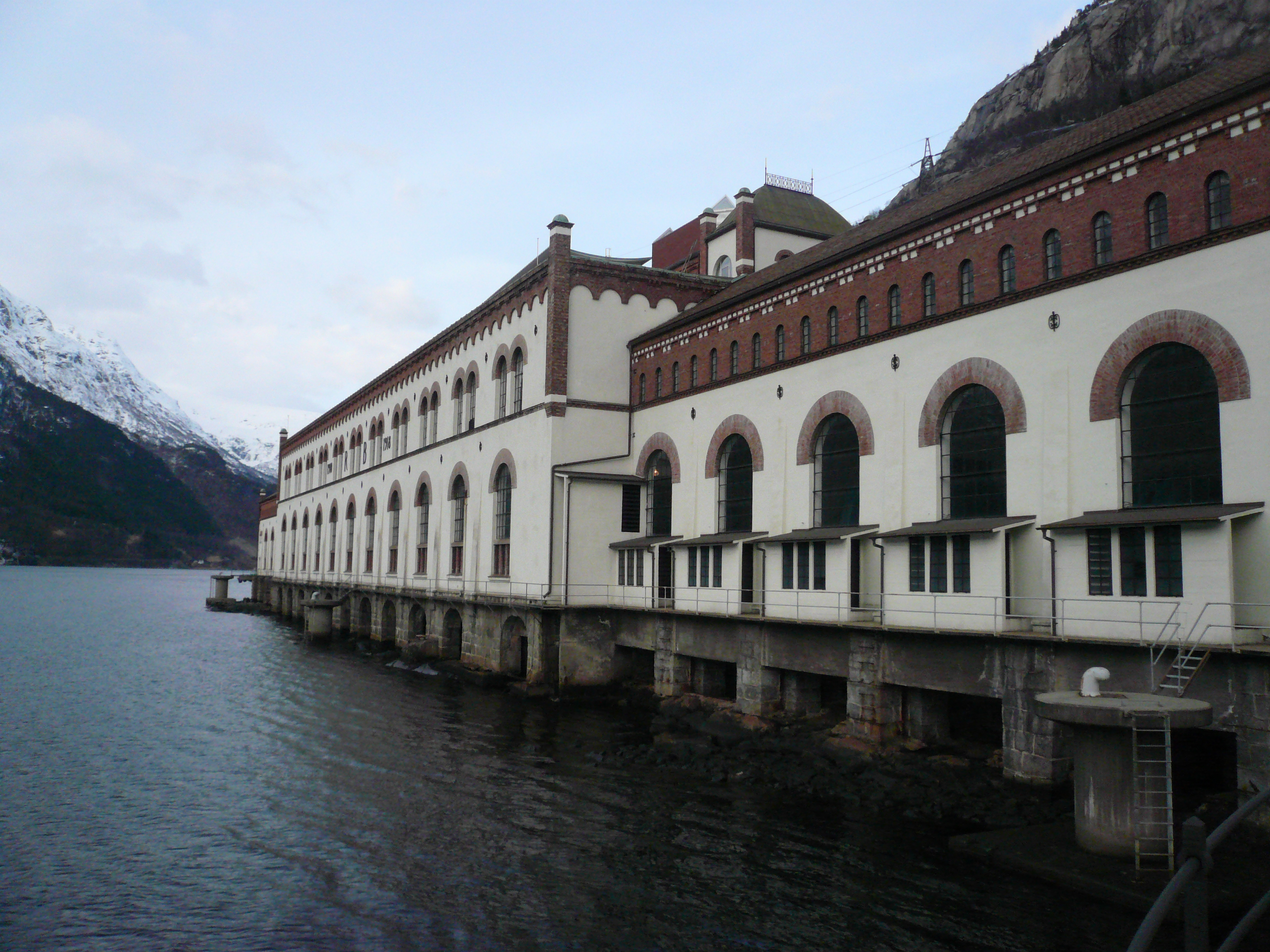
Tyssedals kraftverk.